# Poni
Poni is een van de 45 provincies van Burkina Faso. De hoofdstad is Gaoua.
De site van Loropéni, werelderfgoed van UNESCO, ligt in de provincie.

## Bevolking
In 1997 leefden er 196.568 mensen in de provincie. In 2019 waren dat er naar schatting 356.000.

## Geografie
Poni heeft een oppervlakte van 7.365 km² en ligt in de regio Sud-Ouest. Poni grenst in het zuiden aan Ivoorkust en in het oosten aan Ghana.
De provincie is onderverdeeld in 9 departementen: Bouroum-Bouroum, Djigoue, Gaoua, Gbomblora, Kampti, Loropeni, Malba, Nako en Perigban.

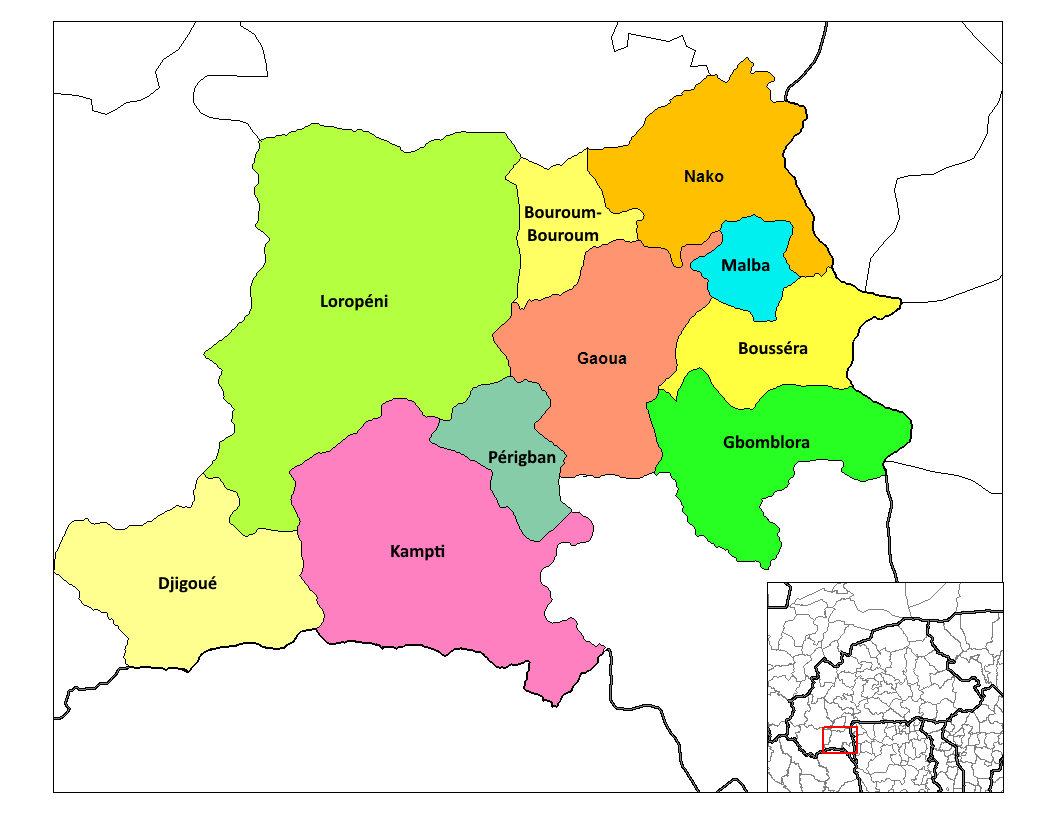
Departementen van Poni

Balé · Bam · Banwa · Bazéga · Bougouriba · Boulgou · Boulkiemdé · Comoé · Ganzourgou · Gnagna · Gourma · Houet · Ioba · Kadiogo · Kénédougou · Komondjari · Kompienga · Kossi · Koulpélogo · Kouritenga · Kourwéogo · Léraba · Loroum · Mouhoun · Nahouri · Namentenga · Nayala · Noumbiel · Oubritenga · Oudalan · Passoré · Poni · Sanguié · Sanmatenga · Séno · Sissili · Soum · Sourou · Tapoa · Tuy · Yagha · Yatenga · Ziro · Zondoma · Zoundwéogo